# Champclause
Champclause là một xã thuộc tỉnh Haute-Loire nam trung bộ nước Pháp. Xã Champclause nằm ở khu vực có độ cao trung bình 1119 mét trên mực nước biển.